# Opus Columbia
Opus/Columbia foi um selo brasileiro concebido em parceria entre a Discos CBS, PolyGram do Brasil e Som Livre. Sua razão social  era Opus Vídeo E Fonográfica Ltda.
Toda fabricação e distribuição dos discos e fitas, ficou a cargo da CBS e após o fim da parceria, a maioria do seu acervo foi para a Som Livre.

## Passaram pela Opus/Columbia

### Cantores
- Biafra
- Carlinhos Vergueiro
- Cesar Camargo Mariano
- Claudio Cartier
- Fagner
- Marcos Sabino
- Reginaldo Rossi
- Walter Queiroz

### Cantoras
- Marília Gabriela
- Olívia Hime
- Wanderléa

### Grupos
- Barão Vermelho
- Azymuth
- Sérgio Mendes
- Viva Voz
- Gang 90

### Artistas estrangeiros
- Barry White
- Julio Iglesias
- Miguel Bosé
- Peter Frampton
- Donovan
- Andy Williams
- Johnny Mathis
- Barbra Streisand
- Billy Paul & Tina Charles
- Simon & Garfunkel
- James Taylor & Carole King

### Grupos
- The Police
- Chicago
- The Jacksons
- Pink Floyd
- Village People
- Earth, Wind & Fire
- Carpenters
- The Sandpipers

### Música instrumental e coletâneas
- Herb Alpert and The Tijuana Brass
- Richard Clayderman
- Burt Bacharach
- Ray Conniff
- Carlos Santana

### Coletâneas e trilha sonora
- Janis Joplin
- Break Dance
- Lovin' You
- Furacão 2000
- Heavy Rock
- Hit Parade
- O Homem Proibido
- Paraíso
- Pão Pão Beijo Beijo
- Voltei Pra Você
- Amor com Amor Se Paga
- Livre Para Voar
- A Gata Comeu